# Turček
Turček (in ungherese Turcsek, in tedesco Turz) è un comune della Slovacchia facente parte del distretto di Turčianske Teplice, nella regione di Žilina.